# Christopher Rouse
Christopher Rouse (Los Angeles, 28 novembre 1958) è un montatore e sceneggiatore statunitense.
Rouse è figlio d'arte: suo padre era uno scrittore, regista e produttore, mentre sua madre, Beverly Michaels (1928 - 2007), un'attrice.
Nel 1982 Rouse ha lavorato come assistente di redazione nel film Tutta l'estate in un giorno.
Il suo primo montaggio è quello di Ore disperate nel 1992, film diretto da Michael Cimino.
Negli anni novanta lavora principalmente per la televisione. Nel 2002 Rouse cura la mini-serie Anna Frank: tutta la storia, per la quale ha ricevuto la nomination al Premio Emmy.
Rouse ha collaborato spesso con il regista Paul Greengrass: la loro prima collaborazione è in occasione delle realizzazione di The Bourne Supremacy,nel 2004. Il secondo lungometraggio insieme a Greengrass United 93, del 2006, ha ricevuto il Premio BAFTA e la candidatura al Premio Oscar e al Premio ACE Eddie.
Nel 2008 Rouse ha vinto l'Oscar per il miglior montaggio e nuovamente il Premio BAFTA grazie alla terza collaborazione con Greengrass, The Bourne Ultimatum.
Nel 2014 ottiene la terza nomination all'Oscar per il montaggio del film di Paul Greengrass Captain Phillips - Attacco in mare aperto.
Rouse è stato eletto membro della American Cinema Editors.

## Filmografia parziale

### Montatore

#### Cinema
- Ore disperate (Desperate Hours), regia di Michael Cimino (1990)
- Le mani della notte (Past Midnight), regia di Jan Eliasberg (1991)
- Paycheck, regia di John Woo (2003)
- The Italian Job, regia di F. Gary Gray (2003)
- The Bourne Supremacy, regia di Paul Greengrass (2004)
- United 93, regia di Paul Greengrass (2006)
- 8 amici da salvare (Eight Below), regia di Frank Marshall (2006)
- The Bourne Ultimatum - Il ritorno dello sciacallo (The Bourne Ultimatum), regia di Paul Greengrass (2007)
- Green Zone, regia di Paul Greengrass (2010)
- Captain Phillips - Attacco in mare aperto (Captain Phillips), regia di Paul Greengrass (2013)
- Jason Bourne, regia di Paul Greengrass (2016)
- Fast & Furious - Hobbs & Shaw (Fast & Furious Presents: Hobbs & Shaw), regia di David Leitch (2019)
- IF - Gli amici immaginari (IF), regia di John Krasinski (2024)

#### Televisione
- Dalla Terra alla Luna (From the Earth to the Moon), 4 episodi (1998) - miniserie TV
- Aftershock - Terremoto a New York (Aftershock: Earthquake in New York), regia di Mikael Salomon (1999) - film TV
- L'altra dimensione (Sole Survivor), regia di Mikael Salomon (2000) - film TV

### Sceneggiatore
- Jason Bourne, regia di Paul Greengrass (2016)

### Produttore
- Jason Bourne, regia di Paul Greengrass (2016)